# Juan Carlos Mendoza García
Juan Carlos Mendoza García, né le 7 juillet 1975 à San José, est un homme politique et un diplomate costaricien.

## Biographie
Député pour le Parti d'action citoyenne (PAC) de 2010 à 2014, il sert comme président de l'Assemblée législative de 2011 à 2012. En 2013, il est candidat aux primaires de son parti pour l'élection présidentielle. Il est battu de peu par Luis Guillermo Solís qui, une fois élu président, le nomme représentant permanent auprès des Nations unies en septembre 2014. 